# Cracker (pejorativo)

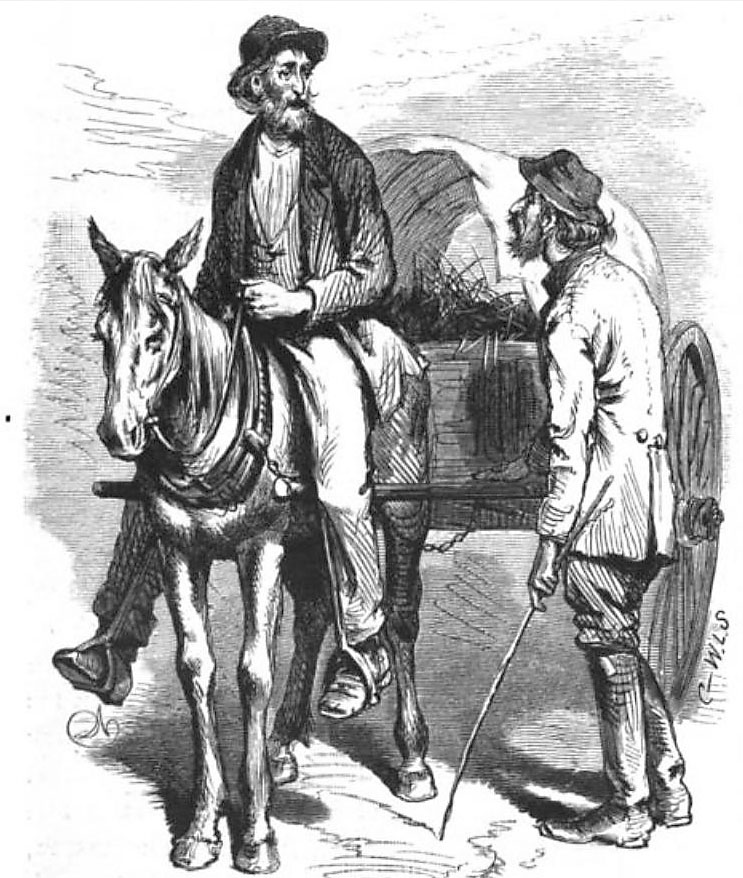
"Um par de crackers da Geórgia" conforme descrito pelo ilustrador James Wells Champney nas memórias The Great South de Edward King, 1873

Cracker, às vezes white cracker (cracker branco) ou cracka, é insulto étnico direcionado a pessoas brancas, usado especialmente contra pessoas brancas pobres de zonas rurais do sul dos Estados Unidos. Às vezes é usado em um contexto neutro em referência a um nativo da Flórida ou da Geórgia.